# Gouvernement Marin
République de Finlande
Rinne Orpo
Le gouvernement Marin (en finnois : Marinin hallitus et en suédois : Regeringen Marin) est le gouvernement de la république de Finlande entre le 10 décembre 2019 et 20 juin 2023, durant la 38e législature du Parlement de Finlande.

## Coalition et historique
Il est dirigé par la sociale-démocrate Sanna Marin et formé d'une coalition à cinq partis entre les sociaux-démocrates, le Parti du centre, la Ligue verte, l'Alliance de gauche et le Parti populaire suédois de Finlande. Bénéficiant d'une majorité de 117 députés sur 200, il succède au gouvernement Rinne.

### Formation
La légitimité de Rinne au sein du gouvernement précédent a été remise en cause par sa vice-Première ministre, Katri Kulmuni, par ailleurs dirigeante du Parti du centre, qui a fait publiquement état de son manque de confiance. L'opposition a lancé une procédure dite d'interpellation devant le Parlement, en raison de son manque de transparence dans un conflit concernant la convention collective de la poste. La démission de la ministre chargée du dossier, Sirpa Paatero, s'est avérée insuffisante pour calmer la crise, le manque de confiance étant selon le Parti du centre lié à des causes plus globales, ce qui a entraîné la démission du gouvernement Rinne.
Âgée alors de 34 ans, Sanna Marin est la plus jeune chef de gouvernement de l'histoire de la Finlande, la troisième femme du pays à accéder au poste de Premier ministre, et la plus jeune Premier ministre du monde. Au moment de sa nomination, les cinq partis de la coalition gouvernementale sont dirigés par des femmes,, dont quatre ont moins de 35 ans.
Le gouvernement comporte une majorité de jeunes femmes, ce qui lui vaut d'être épinglé pour non-respect de l'égalité des genres, avec 12 femmes sur 19 membres, et le médiateur pour l'égalité des chances reçoit des demandes s'attaquant à la légalité de la composition du gouvernement, sans succès puisque la règle des quotas en vigueur en Finlande ne s'applique pas aux plus hautes instances de l'État, faute d'inscription dans la Constitution.

### Succession
À la suite des élections législatives du 2 avril 2023, Sanna Marin présente le 6 avril 2023 la démission de son gouvernement au président Sauli Niinistö qui la charge d'expédier les affaires courantes jusqu'à la formation du prochain gouvernement. Le 20 juin 2023, le gouvernement de coalition de Petteri Orpo, composé du Parti de la coalition nationale, du Parti des Finlandais, du Parti populaire suédois et des Chrétiens-démocrates, entre en fonction et remplace le gouvernement Marin.

## Composition
- Les nouveaux ministres sont indiqués en gras, ceux ayant changé d'attributions en italique.

| Poste                                               | Titulaire | Titulaire | Parti |
| --------------------------------------------------- | --------- | --- | ----- |
| Première ministre                                   |           | Sanna Marin | SDP   |
| Vice-Première ministre Ministre des Finances        |           | Katri Kulmuni (jusqu'au 09/06/2020) Matti Vanhanen (jusqu'au 10/09/2020) Annika Saarikko                                      | Kesk  |
| Ministre des Affaires étrangères                    |           | Pekka Haavisto | Vihr  |
| Ministre de l'Intérieur                             |           | Maria Ohisalo (jusqu'au 19/11/2021) Krista Mikkonen                                                                           | Vihr  |
| Ministre du Commerce extérieur et du Développement  |           | Ville Skinnari | SDP   |
| Ministre de la Justice                              |           | Anna-Maja Henriksson | SFP   |
| Ministre du Travail                                 |           | Tuula Haatainen | SDP   |
| Ministre de la Défense                              |           | Antti Kaikkonen | Kesk  |
| Ministre des Affaires locales                       |           | Sirpa Paatero | SDP   |
| Ministre des Transports et des Communications       |           | Timo Harakka | SDP   |
| Ministre de l'Éducation                             |           | Li Andersson (jusqu'au 17/12/2020) Jussi Saramo (jusqu'au 29/06/2021) Li Andersson                                            | Vas   |
| Ministre de la Science et de la Culture             |           | Hanna Kosonen (jusqu'au 06/08/2020) Annika Saarikko (jusqu'au 27/05/2021) Antti Kurvinen (jusqu'au 29/04/2022) Petri Honkonen | Kesk  |
| Ministre des Affaires européennes et des Réformes   |           | Tytti Tuppurainen | SDP   |
| Ministre de l'Environnement et du Climat            |           | Krista Mikkonen (jusqu'au 19/11/2021) Emma Kari (jusqu'au 07/06/2022) Maria Ohisalo                                           | Vihr  |
| Ministre de l'Agriculture et des Forêts             |           | Jari Leppä (jusqu'au 29/04/2022) Antti Kurvinen                                                                               | Kesk  |
| Ministre des Affaires économiques                   |           | Mika Lintilä | Kesk  |
| Ministre des Affaires sociales et de la Santé       |           | Aino-Kaisa Pekonen (jusqu'au 29/06/2021) Hanna Sarkkinen                                                                      | Vas   |
| Ministre de la Famille et des Services sociaux      |           | Krista Kiuru (jusqu'au 04/02/2022) Aki Lindén (jusqu'au 06/10/2022) Krista Kiuru                                              | SDP   |
| Ministre de la Coopération nordique et de l'Égalité |           | Thomas Blomqvist | SFP   |